# Llanbrynmair
Llanbrynmair o Llanbryn-mair è un villaggio con status di comunità (community) del Galles centrale, facente parte della contea di Powys (contea tradizionale: Montgomeryshire) e situato nell'area dei Monti Cambrici e alla confluenza dei fiumi Twymyn, Rhiwsaeson e Laen. L'intera community conta una popolazione di circa 900 abitanti.

## Geografia fisica
Il villaggio Llanbrynmair si trova nella parte nord-occidentale della contea di Powys ed è situato a sud-est di Corris, tra le località di Pandy e Dolfach (rispettivamente a sud della prima e a nord/nord-ovest della seconda).

## Storia
Tra il XIX secolo e gli inizi del XX secolo, Llanbrynmair fu probabilmente la località del Galles in cui si assistette alla più massiccia emigrazione verso gli Stati Uniti d'America per motivi religiosi, in seno al movimento gallese che promulgava l'indipendenza dalla Chiesa d'Inghilterra. Questo fenomeno ebbe inizio a Llanbrynmair già nel 1796.

## Monumenti e luoghi d'interesse

### Architetture religiose
Nella community di Llanbrynmair e, più precisamente, nel villaggio di Llan, si trova la chiesa parrocchiale di Llanbrymair: dedicata a Santa Maria, fu eretta nel VI secolo e presenta un coro del XIV o XV secolo.

## Società

### Evoluzione demografica
Al censimento del 2013, la community di Llanbrynmair contava una popolazione pari a 
920 abitanti, di cui 440 erano donne e 480 erano uomini.